# Windmotor Aegum
De Windmotor Aegum is een poldermolen nabij het Friese dorp Aegum, dat in de Nederlandse gemeente Leeuwarden ligt. De molen is een niet-maalvaardige Amerikaanse windmotor, waarvan het bouwjaar onbekend is. Hij staat aan de zuidzijde van Aegum achter de boerderij 
Brandingastate, waar hij vroeger de polder Kooistra bemaalde. De windmotor is eigendom van een particulier en niet te bezichtigen. In 2008 verkeerde de molen in vervallen toestand.